# Ugia simplex
Ugia simplex là một loài bướm đêm trong họ Erebidae.